# カントゥス―ベンジャミン・ブリテンの思い出に
『カントゥス―ベンジャミン・ブリテンの思い出に』 (Cantus in Memoriam Benjamin Britten) は、エストニアの作曲家アルヴォ・ペルトが、イギリスの作曲家ベンジャミン・ブリテンが1976年末に死去したことを受けて1977年に作曲した、弦楽合奏と鐘のためのイ短調のカノン作品。この作品はペルトのティンティナブリの様式の初期の代表作であり、古い時代のチャントの影響が強く見られる。単一の旋律主題が支配的で、記譜された沈黙によって始まり、かつ終わる。典型的な演奏時間は約6分30秒。
イギリスの作曲家ベンジャミン・ブリテンが1976年末に死去したことを受けて、エレジーとして作曲された。ペルトは、自身が音楽家として探求してきた「類まれな純粋さ」を有しているとして、ブリテンを崇拝していた。
弦楽オーケストラと、A音の鐘が一つだけ使用される。